# Tau Draconis
Tau Draconis (60 Draconis) é uma estrela na direção da constelação de Draco. Possui uma ascensão reta de 19h 15m 33.29s e uma declinação de +73° 21′ 18.8″. Sua magnitude aparente é igual a 4.45. Considerando sua distância de 150 anos-luz em relação à Terra, sua magnitude absoluta é igual a 1.14. Pertence à classe espectral K3III.